# 3228 Pire
3228 Pire este un asteroid din centura principală, descoperit pe 8 februarie 1935 de Sylvain Arend.